# We Have the Facts and We're Voting Yes
We Have the Facts and We're Voting Yes är Death Cab for Cuties andra musikalbum, släppt 2000 på Barsuk Records.

## Låtlista
1. "Title Track" (Gibbard) – 3:29
2. "The Employment Pages" (Gibbard) – 4:04
3. "For What Reason" (Gibbard) – 2:52
4. "Lowell, MA" (Gibbard/Walla) – 3:28
5. "405" (Gibbard) – 3:37
6. "Little Fury Bugs" (Gibbard) – 3:48
7. "Company Calls" (Gibbard/Harmer/Walla) – 3:19
8. "Company Calls Epilogue" (Gibbard) – 5:16
9. "No Joy in Mudville" (Gibbard/Harmer/Walla) – 6:03
10. "Scientist Studies" (Gibbard) – 5:56